# Phthirusa
Phthirusa é um gênero de plantas hemiparasitas pertencente à família Loranthaceae. São popularmente conhecidas no Brasil como ervas-de-passarinho.
O gênero foi descrito por Martius, a partir de indivíduos de P. clandestina coletados na cidade do Rio de Janeiro, onde a espécie provavelmente foi extinta devido à urbanização. Apresenta uma surpreendente distribuição geográfica descontínua, com espécies ocorrendo na Mata Atlântica do Brasil, ao norte da Cordilheira dos Andes, na Venezuela, Colômbia, Equador e Peru, e chegando até o México. As espécies anteriormente pertencentes ao gênero Ixocactus passaram a compor este gênero. A identidade e composição do gênero foram revistos e espécies de ervas-de-passarinho classificadas anteriormente como Phthirusa foram transferidas para os gêneros Passovia, Cladocolea e Oryctina. As duas espécies que ocorrem no Brasil, P. clandestina e P. macrophylla, são endêmicas da Mata Atlântica do Rio de Janeiro, Espírito Santo e Bahia.

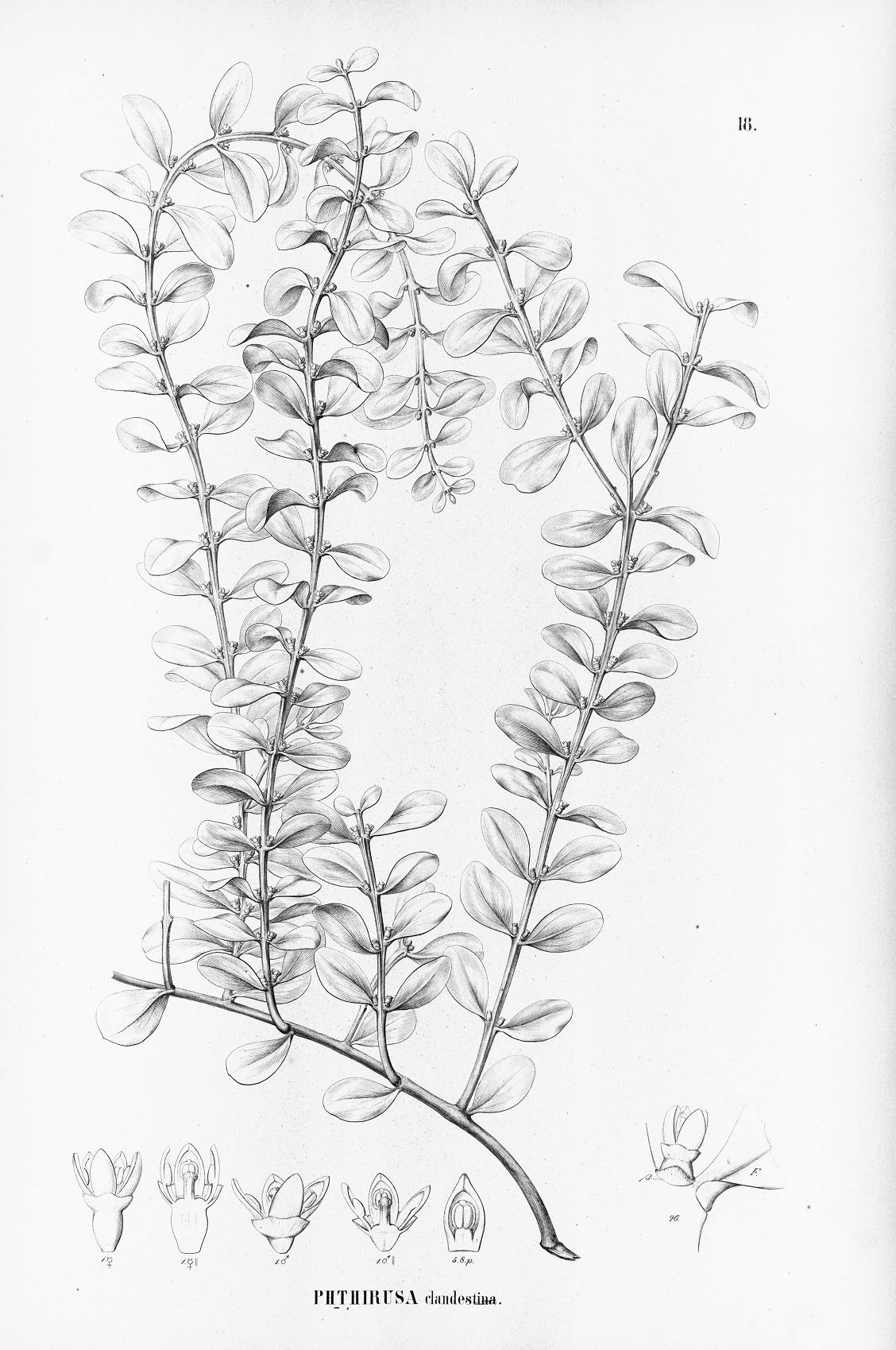
P. clandestina na Flora Brasiliensis